# IC 3295
IC 3295 је ознака објекта на координатама са ректансцензијом 12h 24m 49,0s и деклинацијом + 28° 42" 28'. Открио га је Макс Волф, 23. марта 1903. Каснијим посматрањима на том положају није уочен никакав астрономски објекат.